# Пенономе (город)
Пенономе (исп. Penonomé) — город, расположенный на территории провинции Кокле (Панама); административный центр провинции Кокле и одноименного округа. 

## География
Площадь — 53 км². Население — 21 748 человек (2010 год). 
Через город проходит Панамериканское шоссе.